# デケイスモ
デケイスモ（スペイン語：dequeísmo）は、スペイン語において、直接目的語の補語節や直接目的節における従位接続詞queとともに前置詞deを規範的には認められない場合に使用することである。
このような過剰修正の例を以下に挙げる。
Me ha dicho de que vendrá mañana por la tarde. (規範的でない） — Me ha dicho que vendrá mañana por la tarde. （規範的）（彼/彼女は明日の午後来ると私に言った。）
Pensó de que la tierra era redonda .（規範的でない） — Pensó que la tierra era redonda.（規範的）（彼/彼女は地球は丸いと思った。）
Opinaban de que las elecciones estaban amañadas. (規範的でない）— Opinaban que las elecciones estaban amañadas. （規範的）（選挙は不正があったと考えられていた。）

## 分析
deを用いるのが規範的かそうでないか知る方法には次のようなものがある。
- 従属節で（que以降を）algo（何か、あること）やeste suceso（この出来事）のような代名詞で置き換えてみる。たとえば
  - Le informo de que el plazo finalizará en 3 días（私は期限は3日の内に終わると彼に知らせる。） → Le informo de este suceso, le informo de algo. → de queの使用が規範的
  - Le comunico que el plazo finalizará en 3 días （私は期限は3日の内に終わると彼に知らせる。）→ Le comunico este suceso, le comunico algo → deの使用は規範的でなくqueだけの形が規範的
- 前置詞＋queというつながりもしくはqueのみで用いるべきかどうかを決定する場合の多くのケースで役に立ちうる方法としては、疑わしい発話を疑問文に変えてみる方法がある。疑問文の最初に前置詞が来るなら、元の文でも前置詞が保たれるべきであり、疑問文で前置詞が先頭に来ないなら、元の文でも前置詞は必要ない。 
  - ¿De qué se preocupa?（何を心配しているのですか？） 元はSe preocupa de que...
  - ¿Qué le preocupa?（何が彼を心配させているのですか？）元は Le preocupa que...
  - ¿De qué está seguro?（何を確信しているのですか？） 元はEstá seguro de que...
  - ¿Qué opina? （何を考えているのですか？）元はOpina que...
  - ¿En qué insistió el instructor? （教官は何と言い張ったのですか？）元はInsistió en que...
  - ¿Qué dudó もしくは de qué dudó el testigo?（証人は何を疑った、もしくは何に不信感を抱いたのですか？） 元はDudó que... もしくは dudó de que...);
  - ¿Qué informó （ラテンアメリカ）/de qué informó （スペイン） el comité?（委員会は何を知らせたのですか？） 元はInformó que... （ラテンアメリカ）、 informó de que... （スペイン）　。